# Kawachi (thiết giáp hạm Nhật)
Kawachi (tiếng Nhật: 河内
) là một thiết giáp hạm của Hải quân Đế quốc Nhật Bản, là chiếc dẫn đầu trong lớp Kawachi gồm hai chiếc thuộc thế hệ thiết giáp hạm bán-Dreadnought. Nó được chế tạo tại xưởng hải quân Yokosuka và được hạ thủy vào năm 1910. Tên của nó được đặt theo tỉnh cũ Kawachi, ngày nay là một phần của tỉnh Osaka. Chiếc thiết giáp hạm chị em với nó, Settsu, có một mũi tàu dạng cắt sóng thay vì mũi tàu dạng thẳng đứng như của Kawachi.

## Thiết kế và chế tạo
Kawachi được đặt hàng trong Chương trình Phát triển Hạm đội 1907 như một trong những bước đầu tiên nhằm thực hiện toàn bộ Chương trình Hạm đội 8-8. Hải quân Đế quốc Nhật Bản đề xướng một lực lượng hạm đội bao gồm tám thiết giáp hạm hàng đầu như là lực lượng tối thiểu cần thiết để chống lại mối đe dọa tiềm tàng của Trung Quốc, Nga hoặc Hoa Kỳ. Việc chế tạo bị trì hoãn do đợt suy thoái kinh tế thế giới trầm trọng. Các khẩu pháo 305 mm (12 inch) được đặt mua từ Anh Quốc, trong khi các động cơ turbine Brown-Curtis công suất 25.000 mã lực (18.650 kW) được chế tạo theo giấy phép nhượng quyền bởi Kawasaki Heavy Industries ngay tại Nhật.

## Lịch sử hoạt động
Được đưa vào hoạt động ngày 31 tháng 3 năm 1912, Kawachi chỉ có một cuộc đời phục vụ ngắn ngủi. Trong Chiến tranh Thế giới thứ nhất, Kawachi được giao nhiệm vụ tuần tra các con đường vận chuyển hàng hải phía Nam Nhật Bản, tại biển Nam Trung Quốc và Hoàng Hải, như những nỗ lực tham gia chiến tranh của họ theo những thỏa thuận của Liên minh Anh-Nhật. Nó cũng tham gia trận Tsingtao.
Kawachi bị đánh chìm do một vụ nổ xảy ra do sự tự kích nổ thuốc phóng cordite không ổn định trong hầm đạn của nó vào ngày 12 tháng 7 năm 1918, trong khi đang thả neo tại vịnh Tokuyama, làm thiệt mạng 621 sĩ quan và thủy thủ trong tổng số 1.059 thành viên thủy thủ đoàn. Được rút khỏi danh sách Đăng bạ Hải quân vào ngày 2 tháng 9 năm 1918, thân tàu sau đó được vớt lên và tháo dỡ.

## Các hình ảnh

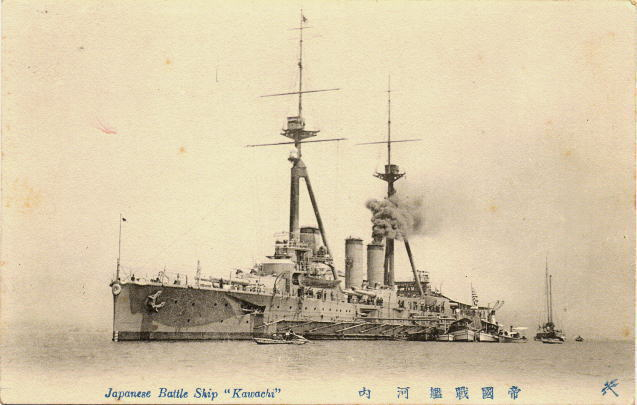
Trên tấm bưu thiếp cũ